# Blood, Sweat & Tears (album)
Blood, Sweat & Tears je druhé studiové album americké skupiny Blood, Sweat & Tears. Jedná se o eponymní album, vydané na přelomu let 1968 a 1969 pod známkou Columbia Records. Producentem alba byl James William Guercio, role zvukových inženýrů obstarali Fred Catero a Roy Halee. Je zařazeno v knize 1001 Albums You Must Hear Before You Die (1000 alb, které musíte slyšet, než zemřete).

## Seznam skladeb
| Strana 1 (LP) | Strana 1 (LP)                                      | Strana 1 (LP)                          | Strana 1 (LP)  | Strana 1 (LP) |
| Pořadí        | Název                                              | Autor                                  | Datum nahrání  | Délka         |
| ------------- | -------------------------------------------------- | -------------------------------------- | -------------- | ------------- |
| 1.            | Variations on a Theme by Erik Satie (1. a 2. část) | Erik Satie, arr. Dick Halligan         | 9. října 1968  | 2:35          |
| 2.            | Smiling Phases                                     | Steve Winwood, Jim Capaldi, Chris Wood | 15. října 1968 | 5:11          |
| 3.            | Sometimes in Winter                                | Steve Katz                             | 8. října 1968  | 3:09          |
| 4.            | More and More                                      | Vee Pee Smith, Don Juan                | 15. října 1968 | 3:04          |
| 5.            | And When I Die                                     | Laura Nyro                             | 22. října 1968 | 4:06          |
| 6.            | God Bless the Child                                | Billie Holiday, Arthur Herzog Jr.      | 7. října 1968  | 5:55          |

| Strana 2 (LP) | Strana 2 (LP) | Strana 2 (LP)                                                    | Strana 2 (LP)  | Strana 2 (LP) |
| Pořadí        | Název | Autor                                                            | Datum nahrání  | Délka         |
| ------------- | --- | ---------------------------------------------------------------- | -------------- | ------------- |
| 1.            | Spinning Wheel | David Clayton-Thomas                                             | 9. října 1968  | 4:08          |
| 2.            | You've Made Me So Very Happy | Berry Gordy Jr., Brenda Holloway, Patrice Holloway, Frank Wilson | 16. října 1968 | 4:19          |
| 3.            | Blues - Part II (obsahuje části skladeb „Sunshine of Your Love“ (Jack Bruce, Pete Brown, Eric Clapton) a „Spoonful“ (Willie Dixon)) | Blood, Sweat & Tears                                             | 22. října 1968 | 11:44         |
| 4.            | Variations on a Theme by Erik Satie (1. část)                                                                                       | Satie, arr. Halligan                                             | 9. října 1968  | 1:49          |

## Obsazení
- David Clayton-Thomas - zpěv
- Lew Soloff - trubka, křídlovka
- Bobby Colomby - bicí, perkuse, zpěv
- Jim Fielder - baskytara
- Dick Halligan - varhany, klavír, flétna, pozoun, zpěv
- Steve Katz - kytara, harmonika, zpěv
- Fred Lipsius - altsaxofon, klavír
- Chuck Winfield - trubka, křídlovka
- Jerry Hyman - pozoun, zobcová flétna